# ABC Punto Radio
ABC Punto Radio fue una cadena generalista de radio española extinta perteneciente al grupo Vocento. En su accionariado además participaban el periodista Luis del Olmo y Televisión Castilla y León. Tiene sus orígenes en la cadena de emisoras Punto Radio, ya que cuando fue refundada el 24 de octubre de 2011, conservó parte de la redacción y los programas de esta antigua cadena, así como gran parte de sus emisoras de FM. Sus principales estrellas fueron Luis del Olmo, Melchor Miralles, Isabel San Sebastián, José Antonio Abellán y Ángel Expósito.
El 19 de diciembre de 2012 se anunció que en 2013 se integraría con la emisora COPE, después de reconocer que también habían establecido contactos con Onda Cero. Así, la cadena desapareció como marca el 15 de marzo de 2013. Sus frecuencias pasaron a emitir COPE, Cadena 100 o Rock FM, según las necesidades de cada territorio, gracias a la autorización de la CNC  Algunas emisoras locales emprendieron su camino en solitario, mientras las de Castilla y León pasaron a formar la cadena regional Castilla y León Radio.
Las emisoras que en marzo de 2013 eran ABC Punto Radio pasaron a ser la emisora COPE u otras emisoras del mismo grupo COPE.
Las que seguían siendo Punto Radio o emisora asociada siguieron de forma independiente.
En marzo de 2013 las emisoras de Castilla y León que seguían siendo Punto Radio CyL y no habían pasado a ser ABC Punto Radio volvieron a ser Castilla y León Radio.
En marzo de 2013 las emisoras de Baleares ABC Punto Radio volvieron a ser Última Hora Radio propiedad del Grup Serra, la emisora continuó su andadura en solitario.
En Cataluña desde marzo de 2013 hasta la actualidad todas las frecuencias en FM, AM, TDT, internet, etcétera de Punto Radio, ABC Punto Radio y Onda Rambla en la actualidad se escucha COPE/Onda Rambla Cataluña y Andorra.
En Castilla y León a partir de 1 de mayo de 2013 hasta la actualidad todas las frecuencias en FM, AM, TDT, internet, etcétera de Punto Radio, ABC Punto Radio pasó a emitir esRadio Castilla y León.

## Historia
La cadena de emisoras fue fundada a partir de la antigua Punto Radio. El consejero delegado de su mayor accionista dio un golpe de efecto en septiembre de 2011 anunciando un giro en la estrategia de la división radiofónica, cambiando su marca y los directores de los dos principales programas. De esta manera y tras una amplia reestructuración, la cadena fue refundada el 24 de octubre de 2011, aunque conservó parte de la redacción y los programas de la antigua emisora, así como gran parte de sus emisoras de FM.
El 19 de diciembre de 2012 se anunció que en 2013 se integraría con la emisora COPE, por lo que ambas redes compartirían una misma programación en cadena, cuya comercialización sería gestionada por COPE en sus distintos formatos, después de reconocer que también habían establecido contactos con Onda Cero. Así, la cadena desapareció como marca el 15 de marzo de 2013, dos días después de que la Comisión Nacional de la Competencia diera el visto bueno a la operación, por lo que COPE comenzó a emitir a través de los postes de Vocento. De esta forma, ABC Punto Radio se convertía en la primera cadena de cobertura nacional obligada a echar el cierre por la crisis.
Las emisoras que en marzo de 2013 eran ABC Punto Radio pasaron a ser la emisora COPE u otras emisoras del mismo grupo COPE.
Las que seguían siendo Punto Radio o emisora asociada siguieron de forma independiente.
En marzo de 2013 las emisoras de CyL que seguían siendo Punto Radio CyL y no habían pasado a ser ABC Punto Radio volvieron a ser Castilla y León Radio.
En marzo de 2013 las emisoras de Baleares ABC Punto Radio volvieron a ser Última Hora Radio propiedad del Grup Serra, la emisora continuó su andadura en solitario.

## Programación
La programación de ABC Punto Radio se basaba en la información y el entretenimiento, incluyendo deportes, así como una renovada sinergia con el resto de los medios del grupo Vocento (especialmente con el diario ABC).

## Frecuencias
Durante la mañana del 15 de marzo de 2013, las emisoras de COPE empezaron a emitir en las frecuencias de ABC Punto Radio. En las zonas en las que COPE ya tenía presencia, fueron sustituidas por las radiofórmulas Cadena 100 y Rock FM. En Cataluña, la cadena, a la que se sumaba Onda Rambla, adoptó la denominación COPE Catalunya i Andorra.
Otras emisoras de ABC Punto Radio no se integraron en COPE y continuaron caminos distintos. En Castilla y León, donde las frecuencias eran propiedad de Edigrup Media (impulsora de Punto Radio) comenzó sus emisiones Castilla y León Radio. En esa comunidad, Onda Bierzo volvió a conectar con Onda Cero. Otras emisoras locales asociadas en su momento a Punto Radio comenzaron su andadura en solitario. Son los casos de Última Hora Radio en Baleares y Radio El Día en Tenerife.
| Emisora                                   | Frecuencia                                          | Emisión Actual                                                             |
| ----------------------------------------- | --------------------------------------------------- | -------------------------------------------------------------------------- |
| La Coruña                                 | 90.3                                                | Fórmula Fun Radio                                                          |
| Ferrol                                    | 101.3                                               | COPE Ferrol                                                                |
| Santiago de Compostela                    | 100.2                                               | Rock FM                                                                    |
| Lugo                                      | 88.9                                                | COPE Más Lugo                                                              |
| Orense                                    | 89.9                                                | COPE Más Orense                                                            |
| Pontevedra                                | 106.9                                               | Radio María                                                                |
| Vigo                                      | 106.7                                               | Rock FM                                                                    |
| Oviedo                                    | 97.9                                                | COPE Asturias                                                              |
| Gijón                                     | 94.8                                                | COPE Gijón                                                                 |
| Torrelavega                               | 100.0                                               | COPE Torrelavega                                                           |
| Castro Urdiales                           | 104.1                                               | COPE Santander                                                             |
| Santander                                 | 105.6                                               | COPE Más Cantabria                                                         |
| Bilbao                                    | 103.7                                               | Cadena 100 Bizkaia                                                         |
| Estella-Lizarra                           | 93.4                                                | COPE Navarra                                                               |
| Haro                                      | 95.6                                                | Cadena 100 Rioja                                                           |
| Logroño                                   | 98.2                                                | Megastar FM                                                                |
| Calahorra                                 | 93.2                                                | Rock FM                                                                    |
| Huesca                                    | 99.3                                                | Cadena 100 Aragón                                                          |
| Huesca                                    | 99.5                                                | Onda Cero Pirineos                                                         |
| Zaragoza                                  | 89.7                                                | Rock FM                                                                    |
| Ricla (Zaragoza)                          | 106.9                                               | Cadena 100 Calatayud                                                       |
| Tarazona (Zaragoza)                       | 96.8                                                | Aragón Radio                                                               |
| Teruel                                    | 99.6                                                | Rock FM                                                                    |
| Monreal del Campo (Teruel)                | 94.7                                                | COPE Aragón                                                                |
| Andorra                                   | 98.1                                                | Sin emisión.                                                               |
| Ràdio Valira Andorra (El Pic d´en Corroi) | 93.3 / 95.0/ 98.5                                   | Onda Cero Andorra 93.3 Pròxima FM 95.0 Radio Valira Onda Cero Andorra 98.5 |
| La Seu d'Urgel (Lérida)                   | 98.1                                                | COPE Pirineus.                                                             |
| Lérida                                    | 100.3                                               | Los 40 Classic                                                             |
| La Noguera(Balaguer)                      | 105.8                                               | COPE Lleida.                                                               |
| Empordà (Figueres)                        | 87.8                                                | Rock FM                                                                    |
| Girona (Onda Rambla)                      | 89.9                                                | COPE Girona.                                                               |
| Costa Brava (Sant Feliu De Guíxols)       | 90.1                                                | COPE Costa Brava.                                                          |
| Osona                                     | 92.8                                                | El 9 FM.                                                                   |
| Centre (Igualada-Montserrat)              | 92.2                                                | Rock FM.                                                                   |
| Barcelona                                 | 89.8                                                | Rock FM.                                                                   |
| Tortosa                                   | 98.0                                                | COPE Tarragona-Reus.                                                       |
| Tarragona                                 | 91.0                                                | Rock FM                                                                    |
| Vilanova i la Gertru                      | 92.2                                                | Sin Emisión.                                                               |
| Mequinenza (Zaragoza)                     | 95.5                                                | COPE Zaragoza                                                              |
| Villarreal                                | 92.2                                                | Ràdio Vila-real                                                            |
| Valencia (Las Provincias Radio)           | 92.0                                                | COPE Más Valencia                                                          |
| Gandía                                    | 94.4                                                | Cadena 100                                                                 |
| Palma de Mallorca                         | 98.8                                                | Ibiza Global Radio                                                         |
| Alcudia                                   | 100.2                                               | Ibiza Global Radio                                                         |
| Capdepera                                 | 99.2                                                | Ibiza Global Radio                                                         |
| Menorca                                   | 97.7                                                | Tramuntana Ràdio                                                           |
| Ibiza                                     | 106.4                                               | Open Lab Radio                                                             |
| Murcia                                    | 106.9                                               | COPE Murcia                                                                |
| Cartagena                                 | 102.6                                               | Rock FM                                                                    |
| Puerto Lumbreras                          | 96.6                                                | Rock FM                                                                    |
| Almería                                   | 91.6                                                | Sin Emisión                                                                |
| Ohanes                                    | 100.0                                               | Sin emisión                                                                |
| Granada                                   | 87.6                                                | COPE Granada                                                               |
| Jaén                                      | 94.2                                                | COPE Jaén                                                                  |
| Nerja                                     | 93.3                                                | COPE Axarquía                                                              |
| Málaga                                    | 93.4                                                | COPE Más Málaga                                                            |
| Campillos                                 | 93.5                                                | Cadena 100 Antequera                                                       |
| Ceuta                                     | 93.2                                                | Sin Emisión.                                                               |
| Cádiz                                     | 93.6                                                | Dynamis Radio                                                              |
| Lebrija                                   | 102.9                                               | COPE Lebrija                                                               |
| Utrera                                    | 98.1                                                | COPE Sevilla                                                               |
| Sevilla                                   | 93.0                                                | Rock FM                                                                    |
| Écija                                     | 106.5                                               | Onda Cero Sevilla                                                          |
| Córdoba                                   | 106.7                                               | Cadena 100 Córdoba                                                         |
| Pozoblanco                                | 91.2                                                | COPE Córdoba                                                               |
| Almadén                                   | 106.9                                               | COPE Ciudad Real                                                           |
| Ciudad Real                               | 103.0                                               | La Fresca FM                                                               |
| Herencia                                  | 106.4                                               | COPE Ciudad Real                                                           |
| Albacete (Chinchilla)                     | 90.2                                                | Rock FM                                                                    |
| Cuenca                                    | 92.5                                                | Sin Emisión                                                                |
| Guadalajara                               | 98.4                                                | Rock FM                                                                    |
| Toledo                                    | 96.3                                                | Cadena 100 Toledo                                                          |
| Talavera de la Reina                      | 95.0                                                | Sin emisión                                                                |
| Jaraíz de La Vera                         | 101.2                                               | Cadena 100 Extremadura                                                     |
| Cáceres                                   | 106.1                                               | Rock FM                                                                    |
| Badajoz                                   | 91.3                                                | Rock FM                                                                    |
| Mérida                                    | 100.4                                               | Cadena 100 Mérida                                                          |
| Colmenar Viejo                            | 97.5                                                | COPE Madrid                                                                |
| San Lorenzo de El Escorial                | 100.3                                               | MegaStar FM                                                                |
| Rascafría                                 | 100.5                                               | COPE Madrid                                                                |
| Alcalá de Henares                         | 100.9                                               | MegaStar FM                                                                |
| Fuenlabrada                               | 101.0                                               | COPE Madrid Sur                                                            |
| Arganda del Rey                           | 105.1                                               | COPE Madrid                                                                |
| Madrid                                    | 106.3                                               | COPE Madrid                                                                |
| Las Palmas de Gran Canaria                | 91.2                                                | Sin Emisión                                                                |
| Maspalomas                                | 95.3                                                | Radio Maspalomas                                                           |
| Tenerife                                  | 90.8                                                | Infopuertos Radio                                                          |
| Tenerife                                  | 96.5                                                | Sin Emisión                                                                |
| Ávila                                     | 89.6                                                | esRadio Castilla y León.                                                   |
| Aranda de Duero                           | 91.2 / 101.9                                        | Sin Emisión.                                                               |
| Burgos                                    | 92.9                                                | esRadio Castilla y León.                                                   |
| Astorga                                   | 97.7                                                | esRadio Castilla y León.                                                   |
| León                                      | 90.2                                                | Castilla y León esRadio.                                                   |
| Aguilar De Campóo                         | 96.0                                                | esRadio Castilla y León.                                                   |
| Palencia                                  | 101.9                                               | esRadio Castilla y León.                                                   |
| Ponferrada (Onda Bierzo)                  | 101.6                                               | Onda Cero                                                                  |
| Béjar                                     | 94.1                                                | esRadio Castilla y León.                                                   |
| Ciudad Rodrigo                            | 96.8 / 97.8                                         | esRadio Castilla y León.                                                   |
| Salamanca                                 | 103.4                                               | esRadio Castilla y León.                                                   |
| Segovia                                   | 99.8                                                | esRadio Castilla y León                                                    |
| Soria                                     | 88.1                                                | esRadio Castilla y León.                                                   |
| Matalebreras                              | 91.2                                                | esRadio Castilla y León.                                                   |
| Agreda                                    | 93.0                                                | esRadio Castilla y León.                                                   |
| Medina del Campo                          | 106.2                                               | esRadio Castilla y León.                                                   |
| Valladolid                                | 102.8                                               | esRadio Castilla y León.                                                   |
| Zamora                                    | 97.1                                                | esRadio Castilla y León.                                                   |
| Álava                                     | 101.6                                               | Radio Marca.                                                               |
| Álava                                     | 105.6                                               | Cadena 100 Vitoria.                                                        |
| Guipúzcoa                                 | 96.8                                                | Sin emisión.                                                               |
| Guipúzcoa                                 | 106.2                                               | Cadena 100 San Sebastián.                                                  |
| Guipúzcoa                                 | 106.4                                               | Sin emisión.                                                               |
| Vizcaya                                   | 103.7                                               | Cadena 100 Bilbao.                                                         |
| Barcelona                                 | 89.8 Onda Rambla/Punto Radio Cataluña - Barcelona   | desde marzo de 2013 Rock FM Barcelona.                                     |
| Centre                                    | 92.2 Onda Rambla/Punto Radio Cataluña - Centre      | desde marzo de 2013 Rock FM Centre.                                        |
| Costa Brava                               | 90.1 Onda Rambla/Punto Radio Cataluña - Costa Brava | desde marzo de 2013 COPE- Cataluña y Andorra.                              |
| Gerona                                    | 89.9 Onda Rambla/Punto Radio Cataluña - Gerona      | desde marzo de 2013 COPE- Cataluña y Andorra.                              |
| La Cerdaña                                | 93.5                                                | Digital Hits FM.                                                           |
| Valle de Arán                             | 99.3                                                | Europa FM.                                                                 |
| Lérida                                    | 100.3                                               | Los 40 Classic.                                                            |
| Mequinenza                                | 95.5                                                | COPE Zaragoza.                                                             |
| Osona                                     | 92.8                                                | El 9 FM.                                                                   |
| Pirineus                                  | 98.1 Onda Rambla/Punto Radio Cataluña - Madrid      | desde marzo de 2013 COPE - Cataluña y Andorra.                             |
| Tarragona                                 | 91.0                                                | Rock FM Tarragona.                                                         |
| Tortosa                                   | 98.0 Onda Rambla/Punto Radio Cataluña - Tortosa     | desde marzo de 2013 COPE - Cataluña y Andorra.                             |

Las emisoras Onda Rambla/Punto Radio Cataluña/ABC Punto radio pasan a ser:
Barcelona: 89.8 FM:
Rock FM (Barcelona: 89.8 FM) (COPE Barcelona FM por el 102.0)
Centre 92.2 FM:
Rock FM Montserrat (Centre 92.2 FM)
Costa Brava: 90.1 FM:
COPE/Onda Rambla Costa Brava Cataluña y Andorra (Costa Brava: 90.1 FM)
Gerona: 89.9 FM:
COPE/Onda Rambla Girona Cataluña y Andorra (Gerona: 89.9 FM)
La Cerdaña: 93.4 FM: 
Digital Hits FM (93.5 FM)
Valle de Arán: 99.3 FM:
Europa FM Valle de Arán (Valle de Arán: 99.3 FM)
Lérida: 100.2 FM: 
Los 40 Classic (100.3 FM)
Mequinenza: 95.5 FM:
COPE Zaragoza.  
Pirineus: 98.1 FM:
COPE/Onda Rambla Pirineus Cataluña y Andorra (La Seu D'Urgel: 98.1 FM)
Tarragona: 91.0 FM:
Rock FM Tarragona.
Tortosa: 98.0 FM:
COPE/Onda Rambla Reus Cataluña y Andorra (Tortosa: 98.0 FM)
Vilanova: 1485 AM:
COPE/Onda Rambla Vilanova Cataluña y Andorra (Villanueva y Geltrú: 1485 AM, 99% AM provincia de Barcelona) (misma programación que COPE Radio Miramar: 783 AM)
| Emisora                    | Frecuencia | Emisión Acutual                        |
| -------------------------- | ---------- | -------------------------------------- |
| Vilanova (Onda Rambla)     | 1485       | COPE/Onda Rambla - Cataluña y Andorra. |
| Las Palmas de Gran Canaria | 1008       | Radio Las Palmas                       |

- En definitiva:
  - Cataluña: casi todas las emisoras de ABC Punto Radio en Cataluña tanto en FM como en AM pasaron a ser: COPE/Onda Rambla - Cataluña y Andorra.
  - Castilla y León: casi todas las emisoras de ABC Punto Radio en Castilla y León tanto en FM como en AM pasaron a ser: Castilla y León esRadio.
  - Provincia de Santa Cruz de Tenerife: casi todas las emisoras de ABC Punto Radio en la provincia de Santa Cruz de Tenerife tanto en FM como en AM pasaron a ser: Radio El Día
  - Provincia de Las Palmas: casi todas las emisoras de ABC Punto Radio en la provincia de Las Palmas tanto en FM como en AM pasaron a ser: Radio Las Palmas
  - Islas Baleares: casi todas las emisoras de ABC Punto Radio en Islas Baleares tanto en FM como en AM pasaron a ser: Última Hora Radio
  - País Vasco: casi todas las emisoras de ABC Punto Radio en País Vasco tanto en FM como en AM pasaron a ser: Cadena 100
  - En el resto de España pasaron a ser emisoras independientes o diferentes emisoras del grupo Cadena de Ondas Populares Españolas (COPE correspondiente comunidad autónoma, Cadena 100, Rock FM, MegaStar FM o la radio asociada Radio María España)
  - Hay que tener en cuenta que en algunas emisoras muy contadas con respecto a lo anterior hay excepciones.

| Frecuencia nacional de ABC Punto Radio | desactivada |